# AAV-7A1
AAV-7A1 är ett amerikanskt amfibiskt trupptransportfordon som används av USA:s marinkår. Den ersatte den tidigare LVTP-5.